# 宮内庁上皇職

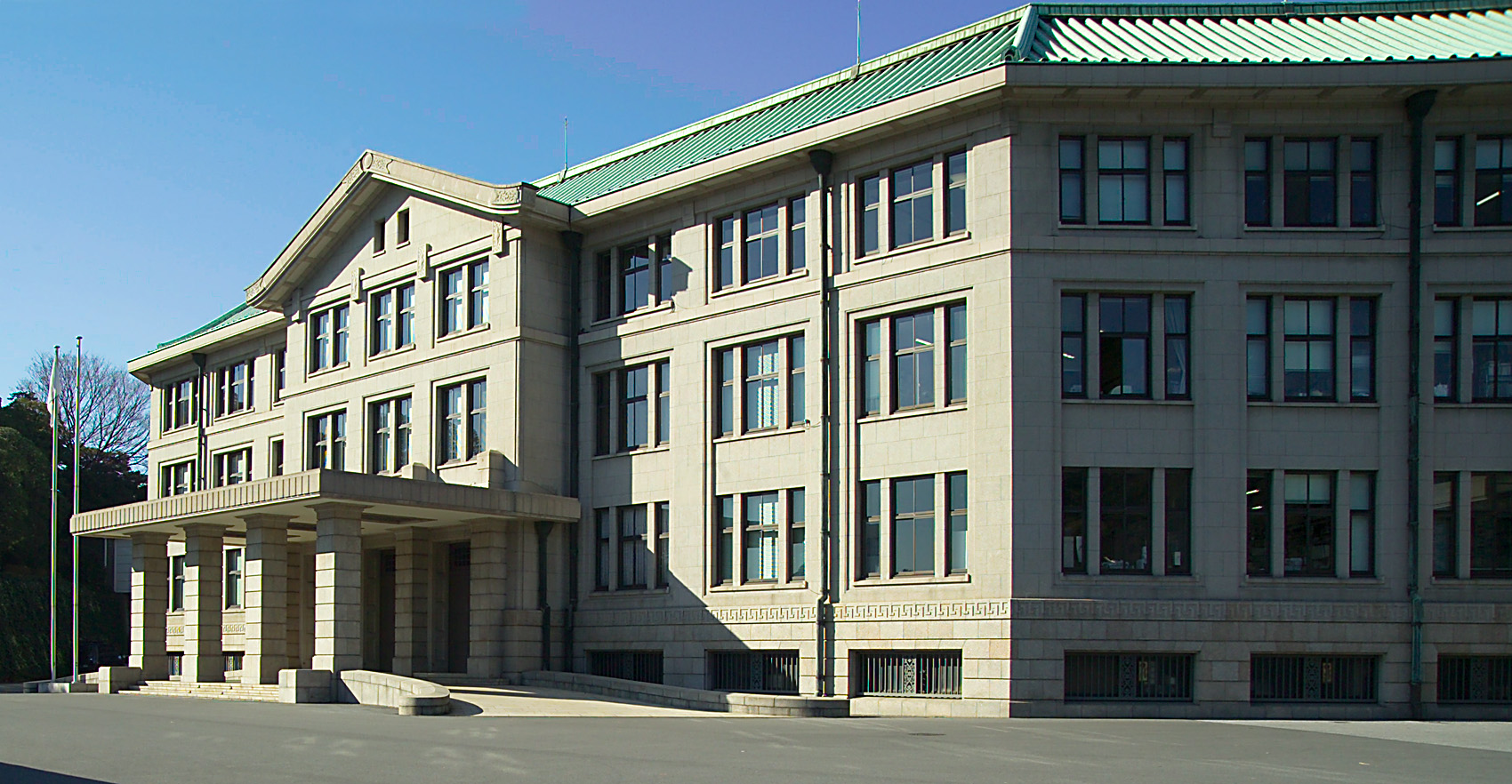
上皇職の事務室がある宮内庁庁舎（東京都千代田区千代田）

上皇職（じょうこうしょく）は、宮内庁の内部部局のひとつ。上皇（明仁（第125代天皇））と上皇后（美智子）の家政機関。
天皇の退位等に関する皇室典範特例法により、2019年（令和元年）5月1日に新設された。

## 事務
宮内庁組織令附則第4条　　上皇職に、上皇侍従七人、上皇女官六人及び上皇侍医四人を置く。
２　上皇侍従は、命を受けて、上皇の側近奉仕のことを分掌する。
３　上皇侍従のうち、宮内庁長官の定める一人は、命を受けて、上皇職の庶務をつかさどる。
４　上皇女官は、命を受けて、上皇后の側近奉仕のことを分掌する。
５　上皇侍医は、命を受けて、上皇及び上皇后に関する医事を分掌する。

## 職員
上皇侍従長
宮内庁上皇職の長で上皇職の事務を掌理する。宮内庁長官と侍従長と同じく特別職の認証官で、その任免は天皇により認証される。給与は特別職の式部官長と一般職の指定職8号俸（事務次官級）の宮内庁次長と同額である。
上皇侍従次長
上皇侍従次長は上皇侍従長を補佐し、上皇侍従職の事務を整理する。
上皇侍従
上皇の側近奉仕のことを分掌する。なお、宮内庁長官が指定する者は上皇職の庶務をつかさどる「上皇職事務主管」という。
上皇女官長
上皇后の側近奉仕のことを総括し、上皇女官を監督する。
上皇女官
上皇后の側近奉仕のことを分掌し、上皇女官長を補佐する。
上皇侍医長
上皇及び上皇后に関する医事を総括する。
上皇侍医
上皇及び上皇后に関する医事を分掌する。